# Jasione bulgarica
Jasione bulgarica là loài thực vật có hoa trong họ Hoa chuông. Loài này được Stoj. & Stef. mô tả khoa học đầu tiên năm 1921.